# خط سوتتسو شین-یوکوهاما
خط سوتتسو شین-یوکوهاما (انگلیسی: Sōtetsu Shin-yokohama Line) یک خط رفت و آمد است که توسط شرکت راه‌آهن سوتتسو بین ایستگاه نیشیا در خط اصلی سوتتسو به ایستگاه شین-یوکوهاما اداره می‌شود. سوتتسو نام شرکت خود را به عنوان بخشی رسمی از نام خطوط قرار داده‌است که برای اولین بار برای شرکت است.